# Roberto Ronca
Roberto Ronca (* 23. Februar 1901 in Rom, Italien; † 25. September 1977) war Prälat von Pompei.

## Leben
Roberto Ronca empfing am 7. April 1928 das Sakrament der Priesterweihe für das Bistum Rom. Bis 1932 war Ronca Rektor der Päpstlichen Lateranuniversität in Rom.
Am 21. Juni 1948 ernannte ihn Papst Pius XII. zum Titularerzbischof von Naupactus und bestellte ihn zum Prälaten von Pompei. Der Präfekt der Kongregation für die Seminare und Universitäten, Giuseppe Kardinal Pizzardo, spendete ihm am 11. Juli desselben Jahres die Bischofsweihe; Mitkonsekratoren waren der Weihbischof in Rom, Luigi Traglia, und der Weihbischof in Pompei, Vincenzo Celli.
Am 20. Dezember 1955 trat Roberto Ronca als Prälat von Pompei zurück.
Roberto Ronca nahm an allen vier Sitzungsperioden des Zweiten Vatikanischen Konzils teil.